# USS Santa Fe (CL-60)
Pour les autres navires du même nom, voir USS Santa Fe.
L'USS Santa Fe (CL-60) est un croiseur léger de classe Cleveland entré en service dans l'United States Navy durant la Seconde Guerre mondiale.

## Caractéristiques
La classe Cleveland est la classe de croiseurs la plus nombreuse jamais construite : ce sont 29 navires (dont 2 substantiellement modifiés) sur les 52 initialement prévus qui entrent en service dans l'United States Navy, plus 9 autres convertis en porte-avions légers. Ils sont conçus pour respecter le second Traité naval de Londres signé en 1936. Le blindage est sensiblement le même que la classe précédente, la classe St. Louis. L'armement principal du Santa Fe est constitué de quatre tourelles triples de canons de 6 pouces de 47 calibres. Six tourelles doubles de canons de 5 pouces de 38 calibres à usage double sont installées en diamant afin de couvrir une large zone. Enfin, l'armement antiaérien est composé de quatre tourelles quadruples et quatre tourelles doubles de canons de 40 mm Bofors et de 21 canons de 20 mm Oerlikon.

## Histoire

### 1943
La construction de l'USS Santa Fe commence le 7 juin 1941 ; il est lancé le 10 juin 1942 et entre en service le 24 novembre 1942, commandé par le captain Russell S. Berkey. Après des essais au large de la côte Est des États-Unis, il part pour le théâtre du Pacifique et arrive à Pearl Harbor le 22 mars 1943, avant de repartir pour les îles Aléoutiennes. Il patrouille dans la zone durant quatre mois afin d'empêcher les mouvements de la Marine impériale japonaise et participe à la bataille d'Attu. Le 5 août, le croiseur part pour Pearl Harbor qu'il atteint le 1er septembre. En compagnie des USS Birmingham, Mobile et Biloxi, il forme alors la Cruiser Division 13 aux ordres du contre-amiral Morton Deyo, accompagnant la Fast Carrier Task Force. Les atolls de Tarawa puis de Wake sont attaqués, ce dernier étant bombardé par la CruDiv 13. Le 21 octobre, le Santa Fe est détaché temporairement à l'escorte de transports vers Bougainville et essuie de nombreuses attaques aériennes. Il part d'Espiritu Santo le 14 novembre et escorte les navires de débarquement vers les îles Gilbert et Marshall, et participe aux bombardements de soutien des débarquements sur Makin et Tarawa. Le 26 novembre, le croiseur rejoint les porte-avions et les escorte jusqu'au large de Kwajalein qu'il atteint le 4 décembre ; cinq jours plus tard, il repart pour Pearl Harbor.

### 1944
L'année 1944 commence par un retour aux États-Unis et un entraînement amphibie au large de San Pedro. Le 13 janvier le Santa Fe rejoint la Task Force qui a pour mission de reprendre les îles Marshall et participe ainsi à la bataille de Kwajalein, couvrant le débarquement des troupes américaines. En février, l'escadre attaque Truk puis rejoint Espiritu Santo. Le 15 mars le croiseur en repart, escortant les USS Enterprise et Belleau Wood qui encadrent le débarquement sur Emirau le 20 mars, avant d'aller bombarder les Palaos, Yap et Woleai dans la nuit du 30 mars. Au mois d'avril, le navire participe aux débarquements sur Hollandia et Aitape avant de rallier Kwajalein le 4 mai. Le Santa Fe est intégré au groupe de l'USS Bunker Hill, qu'il escorte durant des raids sur Saipan, Tinian et Guam en juin ; il participe activement à la destruction de nombreux avions japonais ce qui permet de repousser une importante attaque japonaise. Le 27 les navires rejoignent Eniwetok et le Santa Fe intègre le groupe de l'USS Hornet trois jours plus tard. De nombreux bombardements aériens sont alors menés sur Iwo Jima, Guam et Rota durant le mois de juillet. Le 4 août, la CruDiv affronte un convoi japonais et coule plusieurs navires le composant, parmi lesquels le destroyer Matsu (en). Le 11 août, le groupe est de retour à Eniwetok.
Du 20 août 1944 au 26 janvier 1945 le Santa Fe intègre un groupe aéronaval formé autour de l'USS Essex ; celui-ci frappe Peleliu puis Mindanao en septembre avant de rejoindre les Palaos. Le mois suivant, le groupe participe à une série d'attaques visant à neutraliser les forces aériennes japonaises dans le cadre de la campagne des Philippines ; le 13, les USS Santa Fe, Birmingham et Mobile remorquent les croiseurs USS Canberra et Houston, endommagés par des torpilles lors de la bataille aérienne de Formose, avant de rejoindre le groupe le 17 pour apporter un appui-feu au débarquement sur Leyte. Durant celui-ci, plusieurs escarmouches avec la flotte japonaise ont lieu ; durant l'un d'eux, les quatre croiseurs de la CruDiv13 coulent le porte-avions Chiyoda et le destroyer Hatsuzuki. Le 30 octobre, le groupe arrive à Ulithi ; il attaque Manille les 5 et 6 novembre et reste dans la zone, portant plusieurs autres attaques dans les Philippines entre les 11 et 14 novembre, avant de retourner à Ulithi le 17. Le 20, le navire-citerne USS Mississinewa est coulé par des Kaitens japonais ; les hydravions du Santa Fe récupèrent plusieurs des survivants du naufrage. Les opérations dans les Philippines reprennent ensuite, avant que le groupe ne se dirige vers Mindoro pour prendre part au débarquement américain. En janvier, le groupe bombarde les aérodromes japonais sur Formose, Okinawa et Luçon afin de neutraliser l'aviation ennemie et mène plusieurs raids en mer de Chine méridionale sur les côtes chinoises et indochinoises ; il est de retour à Ulithi le 26.

### 1945
Le Santa Fe rejoint le groupe de l'USS Yorktown le 10 février ; celui-ci lance des raids sur les aérodromes aux alentours de Tokyo afin d'empêcher tout soutien aérien aux forces japonaises défendant Iwo Jima. Le croiseur est détaché à Iwo Jima le 18 et bombarde l'île du 19 au 21, réduisant au silence plusieurs canons ennemis disposés sur le mont Suribachi et tirant des fusées éclairantes durant la nuit ; il retourne à son groupe le 25. Le 14 mars, le navire rejoint le groupe du Hancock qui frappe Kyūshū le 18 et les flottes japonaises à Kure et Kobe le 19. Durant cette dernière journée, un avion japonais réussit à lâcher deux bombes sur des avions parqués sur le pont du Franklin, provoquant un immense incendie. Malgré les munitions explosant de toute part, le Santa Fe se met à la hauteur du porte-avions pour combattre les flammes et secourir les marins en détresse ; 833 hommes sont sauvés et le feu est sous contrôle après trois heures de lutte. Le Pittsburgh (en) remorque le porte-avions à Ulithi, escorté par le Santa Fe ; celui-ci escorte le Franklin jusqu'à Pearl Harbor puis rallie les États-Unis pour y subir des réparations. Il reçoit une Navy Unit Commendation pour sa participation au sauvetage du porte-avions.
Du 10 avril au 14 juillet 1945, le Santa Fe subit une refonte à San Pedro. Il arrive à Pearl Harbor le 1er août et le 12, il rejoint le porte-avions Antietam et le croiseur Birmingham dans le but d'attaquer l'atoll de Wake. Le Japon ayant capitulé le 15 août, l'opération est abandonnée et les navires rallient Eniwetok puis Okinawa, qu'ils atteignent le 26 août. Le 20 septembre le Santa Fe arrive à Sasebo et participe aux opérations d'occupation de Honshu et d'Hokkaido du 17 octobre au 10 novembre, date à laquelle il participe à l'opération Magic Carpet, faisant 2 aller-retours pour ramener au pays des troupes depuis Saipan, Guam et Truk. Le 25 janvier 1946, le croiseur arrive à Bremerton. Il est mis en réserve le 19 octobre avant d'être rayé des listes le 1er mars 1959 puis revendu pour démolition le 9 novembre de cette même année.

## Récompenses
L'USS Santa Fe a reçu treize battle stars pour son service lors de la Seconde Guerre mondiale.